# Ананда Махидон
Ананта́ Махидо́н, он же Рама VIII (тайск. พระบาทสมเด็จพระปรเมนทรมหาอานันทมหิดล พระอัฐมรามาธิบดินทร; 20 сентября 1925 — 9 июня 1946) — восьмой король Таиланда (1935—1946) из династии Чакри.

## Биография

### Ранние годы
Принц Ананда́ Махидо́н родился в 1925 году в Хайдельберге. Он был старшим сыном принца Махидола Адуньядета (сына короля Чулалонгкона, Рамы V) и его жены Синакаринтры. В поздравительной телеграмме король Вачиравуд (Рама VI) назвал его «Ананда́ Махидо́н», что означает «Радость Махидона». Принц жил вместе с родителями в Париже, Лозанне и Массачусетсе, в 1928 году вернулся в Таиланд, после того, как его отец окончил курс медицины в Гарвардском университете. Его младшим братом был Пумипон Адуньядет, позже наследовавший ему как Рама IX. Принц Махидол Адуньядет умер в 1929 году в возрасте 37 лет, и мать Ананды Махидона воспитывала сыновей самостоятельно.
В 1932 году в Таиланде произошёл государственный переворот, уничтоживший абсолютную монархию. Это увеличило вероятность отречения короля Прачатипока (Рамы VII) от трона. Бабушка принца, королева Саванг Вадана, боялась, что Анант Махидон, как наиболее вероятный наследник трона, может быть убит, и в 1933 году отправила его семью в Лозанну.
В 1935 году Прачатипок отрёкся от престола, не использовав своё право назначить наследника. Порядок наследования трона в Таиланде был довольно сложным, и принц Ананта́ Махидо́н был первым в линии наследования, но его соперник, принц Чулачакрапонгсе, был ранее исключён из наследования и считал это исключение незаконным. Вопрос о наследовании решал кабинет министров, который интерпретировал закон в пользу Ананты́ Махидо́на. Принц, которому было 9 лет и который ходил в школу в Лозанне, был избран парламентом и провозглашён королём 2 марта 1935 года.

## Король

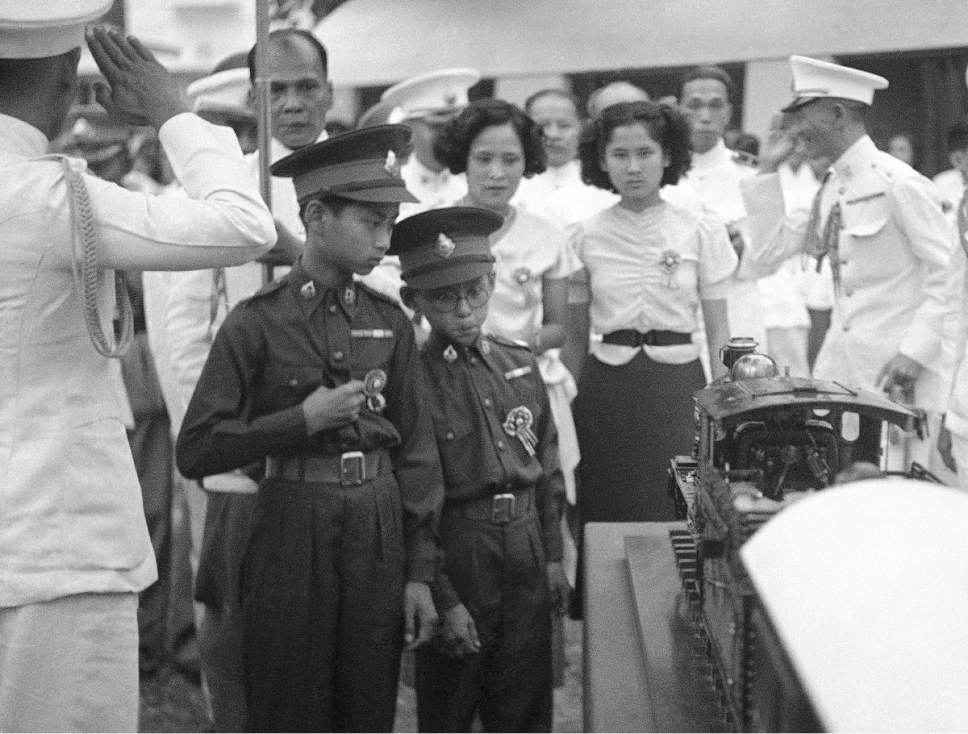
Тринадцатилетний Король Сиама Ананда (слева) и его брат принц Пхумипон Адульядет (справа) осматривают модель поезда, представленную в парке Саранром в Бангкоке в 1938 году

Поскольку новый король был ребёнком и всё ещё учился в Швейцарии, Национальное собрание назначило полковника принца Ануватчатуронга, лейтенант-коммандера принца Адитью Дибабху и Чао Пхрайя Йомаратха регентами. В 1938 году в возрасте тринадцати лет Ананда Махидон, вместе со своей матерью и младшим братом, впервые посетил Таиланд как монарх.
Практически всё правление Рамы VIII премьер-министром был фельдмаршал Плек Пибунсонгкрам, военный диктатор. В 1939 году он переименовал страну из Сиама в Таиланд, а в 1940 году вступил в франко-тайскую войну против сил правительства Виши. 

### Вторая мировая война
8 декабря 1941 года японские войска оккупировали Таиланд. Король отсутствовал в стране, и регентом в его отсутствие был назначен Приди Паномионг. 24 января 1942 года Таиланд формально вступил во Вторую мировую войну на стороне Японии. При Плеке Пибунсонгкраме Таиланд объявил войну союзным державам. Хотя регент Приди отказался подписать декларацию, и поэтому она была юридически недействительной. Многие члены тайского правительства, в том числе сиамское посольство в Японии, де-факто действовали как шпионы в тайском подполье на стороне союзников, передавая секретную информацию британской разведке и Управлению стратегических служб США. Поражение в войне и бомбардировки Бангкока сделали премьер-министра Плека крайне непопулярным, и в июле 1944 года он был смещён. Премьер-министром был назначен либерал Кхуанг Апхайвонг. 15 августа 1945 года Япония капитулировала, и Таиланд был оккупирован войсками Великобритании.

### После войны

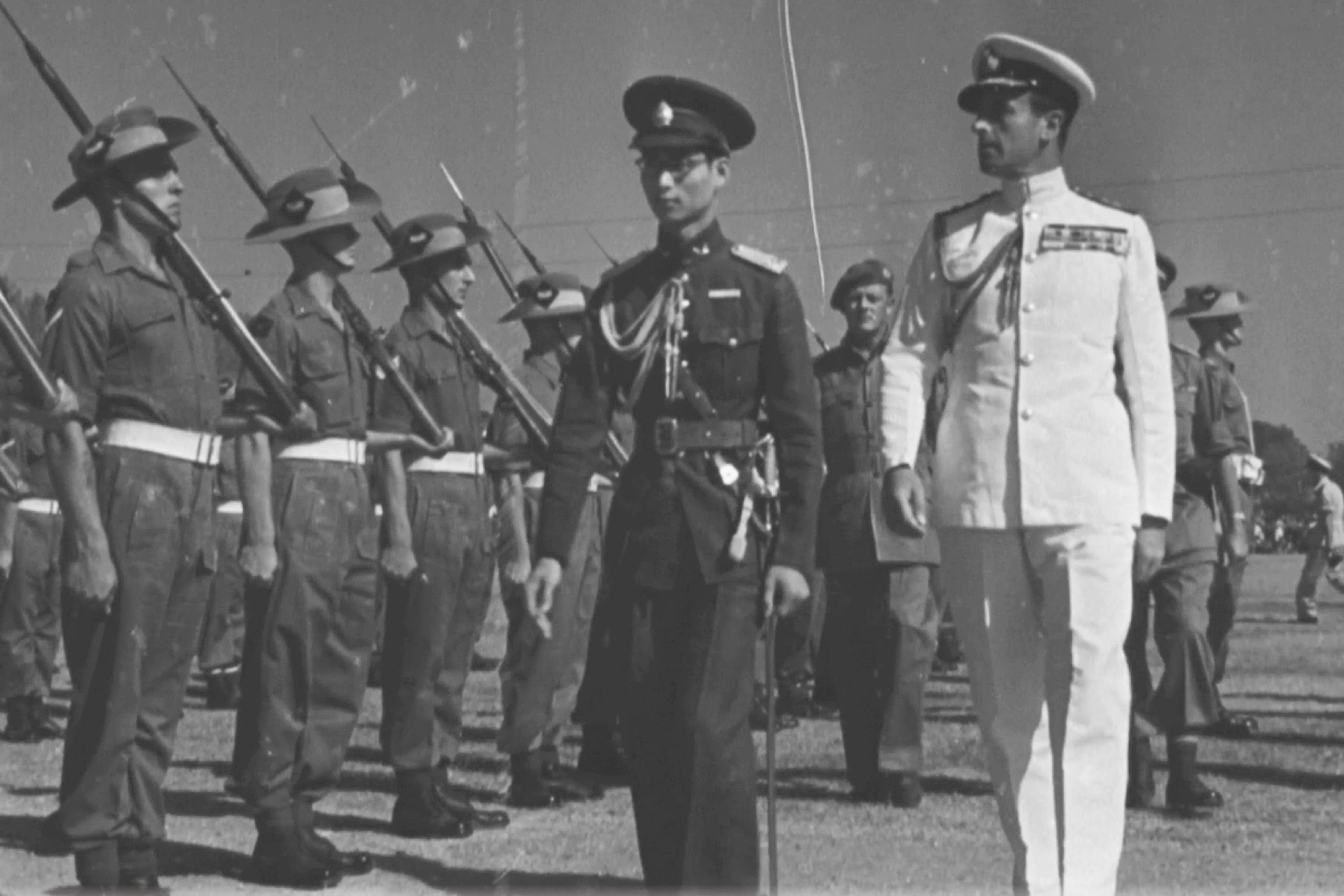
Король Ананда Махидон и Луис Маунтбеттен 19 января 1946 года

Ананта Махидон вернулся в Таиланд только после войны с коротким визитом, затем снова в декабре 1945 года, после получения диплома юриста. Несмотря на свою молодость и неопытность, он был популярен в народе. Однако эксперты полагают, что он не хотел управлять страной, и что его правление не продлилось бы долго. Луис Маунтбеттен, британский командующий в Юго-Восточной Азии, посетил Бангкок в январе 1946 года и описал короля как «напуганного, недальновидного мальчика», у которого «покатые плечи и худая грудь были увешаны великолепными украшениями, усеянными бриллиантами, в целом жалкая и одинокая фигура». Маунтбеттен писал: «нервозность возросла до такой степени, что я очень близко подошёл, чтобы поддержать его на случай, если он потеряет сознание».

## Смерть
9 июня 1946 года король Рама VIII был найден застреленным в своей спальне в тронном зале Боромфиман. Через четыре дня он должен был возвращаться в Лозанну продолжать учёбу. Ему наследовал младший брат Пхумипон Адульядет. Хотя Рама VIII так и не был коронован, его брат Рама IX постановил считать его монархом Таиланда, восьмым королём династии Чакри.

### Обстоятельства смерти
Кейт Симпсон, патологоанатом Министерства внутренних дел Великобритании и председатель-основатель отделения судебной медицины в больнице Гая в Лондоне, провёл судебно-медицинскую экспертизу смерти короля и рассказал о следующей последовательности событий утром 9 июня 1946 года:
- 06:00: Ананду разбудила его мать.
- 07:30: Его паж, Бат Паттамасарин, пришёл на дежурство и начал готовить стол для завтрака на балконе, примыкающем к гардеробной короля.
- 08:30: Бат Паттамасарин увидел короля, стоящего в гардеробной. Через несколько минут он принёс королю стакан апельсинового сока. Однако к тому времени король вернулся в постель и отказался от сока.
- 08:45: За два часа до начала своей смены пришёл другой паж короля, Чит Сингхасени, и сообщил, что Ананду вызвали измерить королевские медали и награды от имени ювелира, который делал для них футляр.
- 09:00: Принц Пхумипон Адульядет навестил короля Ананду, чтобы узнать о его здоровье. Позже он сказал, что нашёл короля дремлющим в своей постели.
- 09:20: Из спальни короля раздался одиночный выстрел. Чит Сингхасени вбежал в комнату короля, а затем выбежал по коридору в комнату матери короля с криком: «Король застрелился!» Мать короля последовала за Читом Сингхасени в спальню короля и нашла того, лежащего лицом вверх в постели, окровавленного из-за раны в голове.

### Расследование
Первоначальное объявление по радио от 9 июня предполагало, что король случайно выстрелил, во время игры со своим пистолетом. Вскоре после смерти «Демократическая партия» распространила слухи о том, что за смертью стоит премьер-министр Приди Паномионг.
После смены премьер-министра, официальная комиссия в октябре 1946 года пришла к выводу, что король не мог умереть в результате несчастного случая, но она не смогла определить, было ли это убийство или самоубийство. После длительного разбирательства, на фоне государственного переворота, в ходе которого к власти вернулся Пибунсонгкрам, личный секретарь короля Чалео Патумрос, а также два королевских пажа Бут и Чит были признаны виновными в убийстве. При этом секретарь и один из пажей лишь после апелляции обвинения на решение первичного суда. После переворота бывший премьер-министр Тавал Тамронгнавасават в частном порядке признался послу США Эдвину Ф. Стэнтону, что доказательства, собранные в ходе расследования, указывают на причастность короля Пхумипона к смерти покойного короля.
Судебный процесс начался в августе 1948 года. Перед судом Пибунсонгкрам признался послу США Эдвину Ф. Стэнтону, что сомневается, что судебный процесс разрешит тайну смерти Ананды Махидона. Доводы обвинения были подкреплены 124 свидетелями и настолько объёмными документальными доказательствами, что защитники просили отложить заседание, чтобы дать время на их рассмотрение. Когда в этом было отказано, адвокат подал в отставку, а ему на смену был найден новый защитник. Позже двое защитников были арестованы и обвинены в государственной измене. Из оставшихся двух один подал в отставку, оставив только одного молодого адвоката защиты, Фак На Сонгкхла. Ближе к концу дела к нему присоединилась дочь Чалео Патумроса, которая только что закончила учёбу.

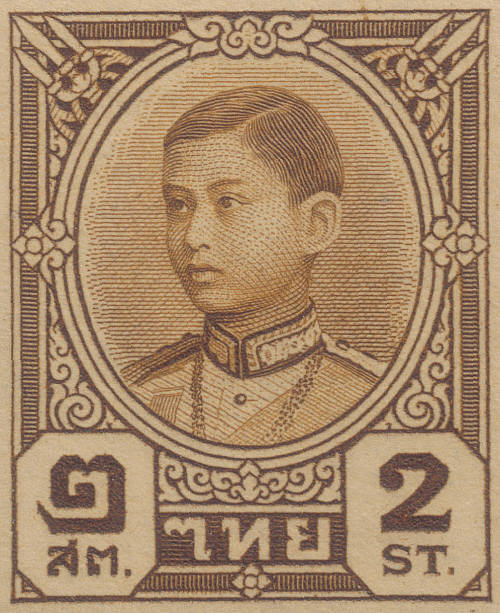
Рама VIII на почтовой марке, 17 апреля 1941 года

Длительный судебный процесс наконец закончился в мае 1951 года. Суд постановил, что король Ананда был убит, но что вина Чалео не была доказана и что ни один из пажей не мог произвести смертельный выстрел. Однако суд признал Чита виновным в соучастии в преступлении. Обвинения против Чалео и Бута были сняты, и они были освобождены. Чит обжаловал свой приговор, а обвинение обжаловало оправдательный приговор Чалео и Бута. После пятнадцати месяцев рассмотрения Апелляционный суд отклонил апелляцию Чита, а также признал Бута виновным. Чит и Бут подали апелляцию в Верховный суд, который совещался ещё десять месяцев, прежде чем, наконец, оставил в силе оба обвинительных приговора и на этот раз также признал виновным Чалео. Прошения троих мужчин о помиловании были отклонены королем Рамой IX (Пхумипон Адульядет) 17 февраля 1955 года, и на следующий день они были расстреляны. Король Пхумипон Адульядет позже сказал, что не верит в их виновность.
Король был кремирован в Королевском крематории, Санам Луанг, Бангкок, Таиланд, 29 марта 1950 года, через четыре года после смерти.

### Альтернативные объяснения смерти
Обсуждение обстоятельств смерти Рамы VIII в Таиланде запрещено, и альтернативные версии были опубликованы разными авторами за границей. Все они так или иначе относятся к классу теорий заговора. Среди версий обсуждаются как варианты убийства, так и самоубийства.

## Память
Именем короля Рамы VIII назван построенный в 2002 году автомобильный мост через реку Чаупхрая в Бангкоке, один из крупнейших в мире асимметричных вантовых мостов.